# Acragas carinatus
Acragas carinatus é uma espécie de aranha saltadora do gênero Acragas. O nome científico dessa espécie foi publicado pela primeira vez em 1943 por Crane, e encontrada na Venezuela.